# Holopogon seniculus
Holopogon seniculus är en tvåvingeart som beskrevs av Friedrich Hermann Loew 1866. Holopogon seniculus ingår i släktet Holopogon och familjen rovflugor. Inga underarter finns listade i Catalogue of Life.